# Eulmont
Eulmont – miejscowość i gmina we Francji, w regionie Grand Est, w departamencie Meurthe i Mozela.
Według danych na rok 1990 gminę zamieszkiwało 909 osób, a gęstość zaludnienia wynosiła 114 osób/km² (wśród 2335 gmin Lotaryngii Eulmont plasuje się na 395. miejscu pod względem liczby ludności, natomiast pod względem powierzchni na miejscu 748.).

## Populacja

Populacja Eulmont w latach 1962–2008

## Zabytki

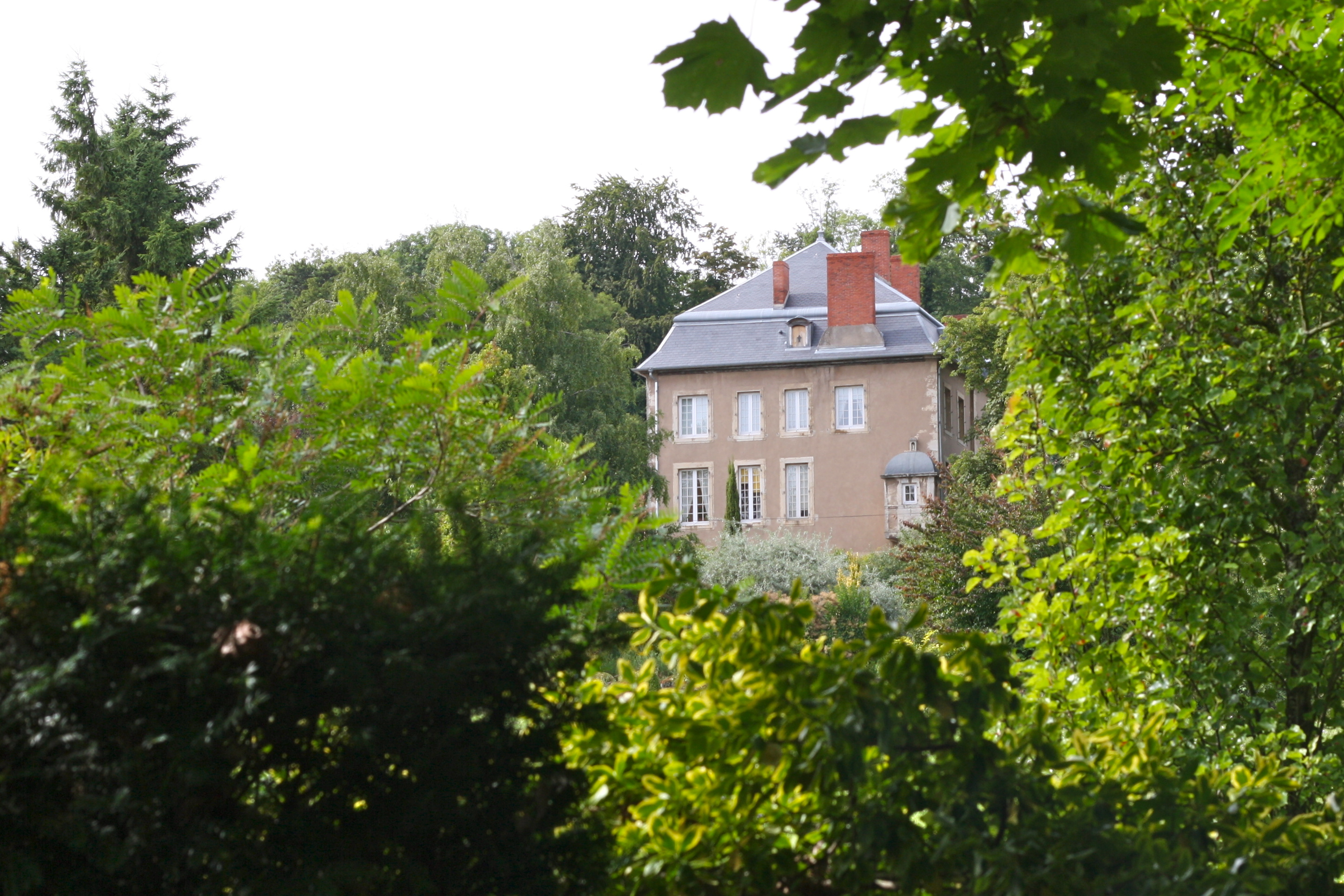
Zamek Eulmont[1] (2013)
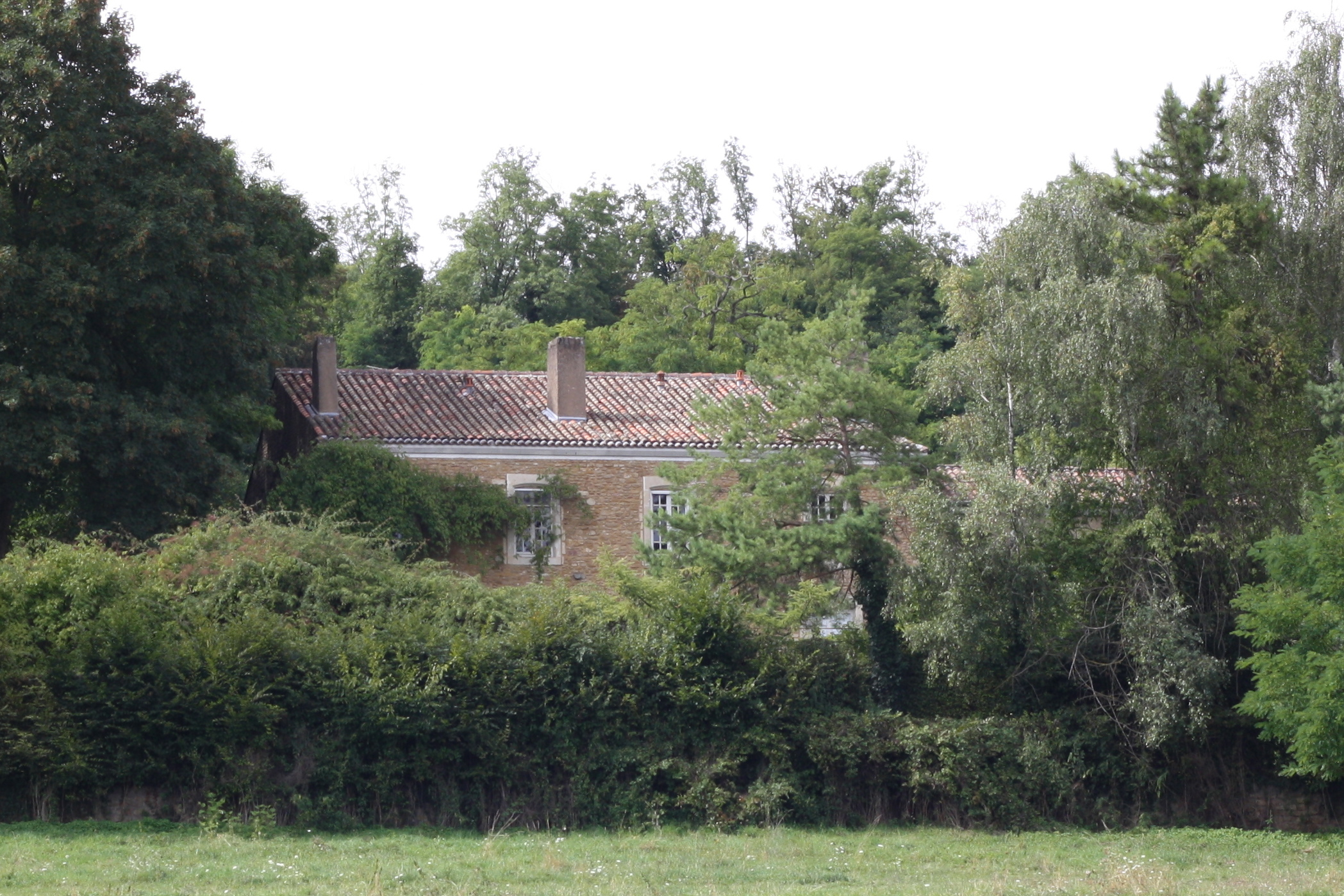
Zamek Franche Moitresse[2] (2013)